# مارتین بی-۲۶ مارودر
مارتین بی-۲۶ مارودر (به انگلیسی: Martin B-26 Marauder) یک هواگرد ساختِ کارخانهٔ گلن ال. مارتین کمپانی در کشور ایالات متحده آمریکا است که در سال ۱۹۴۱–۱۹۴۵ ساخته شد. نخستین استفاده‌کنندهٔ این هواگرد نیروی هوایی ارتش ایالات متحده آمریکا بوده‌است. این هواگرد برای نخستین بار در ۲۵ نوامبر ۱۹۴۰ میلادی مورد استفاده قرار گرفت.

## نگارخانه

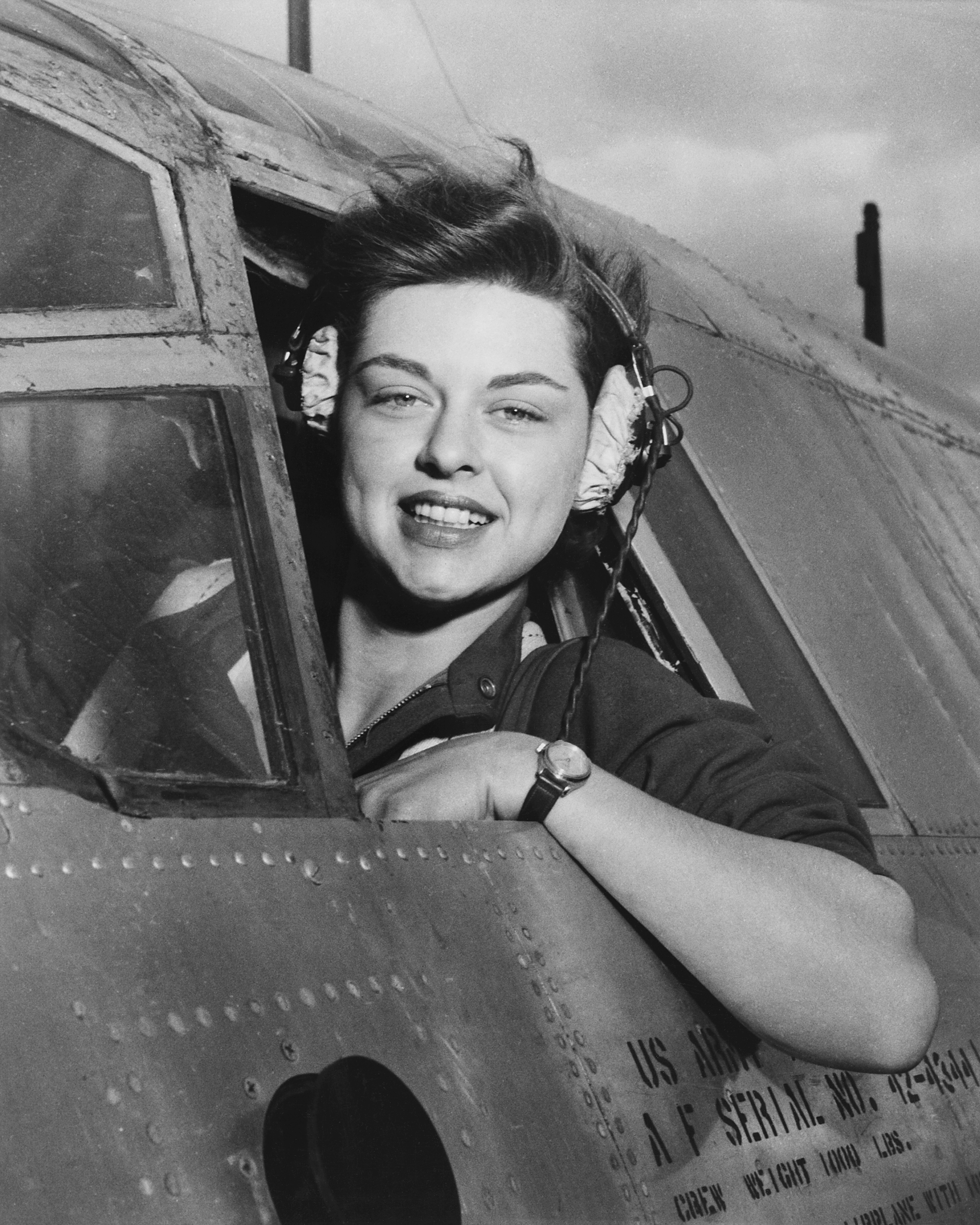
نگاره‌ای از الیزابت ال. گاردنر، خلبانِ جنگندهٔ مارتین بی-۲۶ مارودر در حوالی سال ۱۹۴۳ میلادی